# Jubilejnyj (Korolowo)
Jubilejnyj (ros. Юбилейный) – mikrorejon miasta Korolowo. Do 2 czerwca 2014 roku samodzielne miasto w Rosji, w obwodzie moskiewskim, 7 km na północny wschód od Moskwy. W 2014 liczyło 32 940 mieszkańców.